# Роговинка (Железногорский район)
Рогови́нка — деревня в Железногорском районе Курской области России. Входит в состав Линецкого сельсовета. 

## География
Расположена в 31 км к югу от Железногорска на ручьях Линчик и Рожок, левых притоках Усожи. Высота над уровнем моря — 183 м. В деревне есть 3 улицы с неофициальными, народными названиями: Кисловка, Козлянка и Роговинка. Ближайший населённые пункт — село Линец примыкает с северо-востока к Роговинке. К западу от деревни расположен лесной массив — урочище Красная Роща. К югу от деревни находится балка Облога, к востоку — балка Груздовник, к северу — лог Благодатный.

## История
Деревня Роговинка была основана между 1-й ревизией 1719 года и 2-й ревизией 1745 года помещиками Шереметевыми, и заселена крепостными крестьянами, переведёнными сюда из сёл Жигаево и Радубеж. По данным 2-й ревизии 1745 года в новопоселенной деревне Роговинке проживало 124 души мужского пола.
По данным 3-й ревизии 1764 года Роговинка принадлежала помещику Василию Петровичу Дурново. Деревня была частью прихода храма Архангела Михаила соседнего села Линец. В начале XIX века Роговинкой владел Василий Дмитриевич Дурново (1788—1833), а затем его сын — Василий Васильевич.
К моменту отмены крепостного права в 1861 году крестьянами Роговинки владели несколько помещиков: Николай и Степан Васильевичи Дурново — сыновья Василия Васильевича (135 душ мужского пола) и дети умершей Елизаветы Скобельцыной: Николай, Степан, Екатерина, Аграфена, Варвара и малолетние Надежда и Александр (141 душа мужского пола: 112 крестьян и 29 дворовых в 19 дворах). 
В 1862 году в бывшей владельческой деревне Роговинке был 51 двор, проживали 578 человек (272 мужского пола и 306 женского). В 1871 году в Роговинке была открыта земская школа. В 1877 году здесь было уже 70 дворов, проживали 502 человека. В конце 1870-х — начале 1880-х годов дворяне Дурново и Скобельцыны продали с публичных торгов свои имения в Роговинке. По данным 1883 года деревня состояла из 2-х общин. В 1897 году в деревне проживал 501 человек (233 мужского пола и 268 женского); всё население исповедовало православие. В 1900 году здесь проживало 502 человека (228 мужского пола и 274 женского), а в 1905 году — 518 человек (262 мужского пола и 256 женского). 
В 1904 году стараниями священника Архангельского храма села Линец Александра Троицкого в Роговинке была открыта вторая школа — церковно-приходская. После революции 1917 года церковно-приходская школа была упразднена, а земская школа была преобразована в школу 1-й ступени с 4-летним курсом обучения.
В 1911 году в Роговинке было 74 двора. Деревню населяли крестьяне с фамилиями Лазаревы (8 дворов), Кайдаковы, Кошкины, Тюрины (по 7 дворов), Голофаевы, Шинкарёвы (по 5 дворов), Акулины, Барсуковы, Зайцевы (по 4 двора), Евлановы, Лихоткины, Пауковы (по 3 двора), Киреевы (2 двора), Водневы, Галкины, Евстратовы, Жуковы, Калинины, Князевы, Козловы, Крюковы, Павловы, Пахомовы, Титовы, Шафоростовы (по 1 двору). 
Во время Гражданской войны, с 24 сентября по 14 ноября 1919 года, деревня находилась на территории, подконтрольной Добровольческой армии А. И. Деникина. 14 ноября 1919 года части 1-й бригады Латышской дивизии в составе Красной Армии проводили наступательную операцию против частей Добровольческой армии  Деникина, достигнув линии Роговинка—Подымовка—Пилюгинка.
В 1929 году крестьянские хозяйства деревни были включены в состав колхоза «Гигант», который объединил 11 населённых пунктов, но вскоре был разукрупнён из-за неэффективности. Хозяйства Роговинки и соседнего Линца были отнесены к колхозу «Центральный». В 1935 году в деревне появилась своя артель — колхоз имени И. У. Иванова. В 1937 году в Роговинке было 102 двора, действовали 2 школы и изба-читальня. В том же году И. У. Иванова репрессировали и местный колхоз был переименован в честь А. С. Пушкина в связи со 100-летием его гибели. В 1930-е годы на южной окраине Роговинки стояла ветряная мельница.
Во время Великой Отечественной войны, с октября 1941 года по февраль 1943 года, деревня находилась в зоне немецко-фашистской оккупации. 
В начале 1950-х годов роговинский колхоз имени Пушкина был присоединён к колхозу имени Маленкова (центр в с. Линец). В 1958 году колхоз имени Маленкова был переименован в колхоз «Россия». В этом хозяйстве жители Роговинки трудились до начала XXI века. Во 2-й половине XX века в деревне действовала молочно-товарная ферма. 
Житель Роговинки Алексей Иванович Шинкарёв в 2004—2018 годах был главой Линецкого сельсовета.
В 2014 году в Роговинке было 47 дворов: 42 с постоянным проживанием и 5 с временным.

## Административная принадлежность
- 1745—1779 — в составе Усожского стана Курского уезда
- 1779—1797 годы — в составе Фатежской округи Курского наместничества
- 1797—1861 годы — в составе Фатежского уезда Курской губернии
- 1861—1890 годы — в составе Дмитриевской волости Фатежского уезда
- 1890—1918 годы — в составе Нижнереутской волости Фатежского уезда
- 1918—1924 годы — в составе Линецкого сельсовета Нижнереутской волости Фатежского уезда
- 1924—1928 годы — в составе Линецкого сельсовета Нижнереутской волости Курского уезда
- 1928—1991 годы — в составе Линецкого сельсовета Фатежского района
- С 1991 года — в составе Линецкого сельсовета Железногорского района

## Население
| 1862 | 1877 | 1883 | 1897 | 1900 | 1905 | 1979 |
| ---- | ---- | ---- | ---- | ---- | ---- | ---- |
| 578  | ↘502 | ↗580 | ↘501 | ↗502 | ↗518 | ↘205 |
| 2002 | 2010 | 2014 |      |      |      |      |
| ↘118 | ↘102 | ↘100 |      |      |      |      |